# Фридрих Кристоф фон Золмс-Вилденфелс
Фридрих Кристоф фон Золмс-Вилденфелс (на немски: Friedrich Christoph zu Solms-Wildenfels, * 11 юни 1712 в Кьонигсберг, Прусия; † 11 май 1792 в Кьонигщайн, Саксония) е граф на Золмс-Вилденфелс, генерал на пехотата в Курфюрство Саксония.
Той е най-малкият син на пруския генерал-майор граф Хайнрих Вилхелм фон Золмс-Вилденфелс (1675 – 1741) и първата му съпруга графиня Хелена Доротея Трушсес фон Валдбург (1680 – 1712), дъщеря на генерал-майор Гранд Трушсес граф Волфганг Христоф фон Валдбург (1643 – 1688) и Луиза Катарина фон Раутер (1650 – 1703). Майка му умира скоро след раждането му. Баща му Хайнрих Вилхелм се жени втори път на 16 април 1713 г. за бургграфиня и графиня София Албертина фон Дона (1674 – 1746).
Брат е на Хайнрих Карл (1706 – 1746), граф на Золмс-Вилденфелс, и Фридрих Лудвиг (1708 – 1789), граф на Золмс-Текленбург-Заксенфелд, и руски офицер.
Фридрих Кристоф започва военна кариера, първо на шведска, а след това на хесенска служба. През 1742 г. като полковник-лейтенант той е в саксонската войска. На 13 юли 1746 г. е повишен на полковник и на 8 юни 1753 г. на генерал-майор. През Седемгодишната война е при принц Франц Ксавер Саксонски командир на саксонската пехота, която е като наемна войска на Франция. На 19 юли 1759 г. той става генерал-лейтенант и на 26 юни 1764 г. командир на пехотен полк. През баварската наследствена война 1778 г. той командва саксонска група при принц Хайнрих Пруски. На 1 ноември 1778 г. той става генерал на пехотата и комендант на крепостта Кьонигщайн. Той умира там на 11 май 1792 г. на 79 години.

## Фамилия
Фридрих Христоф се жени на 17 януари 1750 г. в Одерберг, Бранденбург, за графиня Йохана Елеонора Йозефа Хенкел фон Донерсмарк (* 15 април 1711 в Одерберг; † 6 май 1774 в Цвикау), вдовица на граф Кристиан Ернст фон Золмс-Барут (1706 – 1748), дъщеря на Йохан Ернст, Хенкел фон Донерсмарк, господар на Одерберг (1673 – 1743) и Анна Катарина фон Щолц (1679 – 1754). Бракът е бездетен.
Фридрих Кристоф се жени втори път на 15 април 1777 г. за графиня Йохана Мария Фридерика фон Льозер (* 4 октомври 1741; +Дрезден 2.1.1807 в Дрезден), дъщеря на граф Ханс фон Льозер-Рейнхарц (1704 – 1763) и Каролина София фон Бойнебург (1712 – 1776). Бракът е бездетен.